# Bauhaus-Galan 2020
Il Bauhaus-Galan 2020 è stato la 54ª edizione dell'annuale meeting di atletica leggera che si è disputato nella città di Stoccolma in Svezia, allo stadio Olimpico il 23 agosto 2020. Il meeting è stato anche la quarta tappa della Diamond League 2020.

## Risultati[1]

### Uomini
| Specialità       |                   | Prestazione | 2º classificato    | Prestazione | 3º classificato | Prestazione |
| 200 m            | Adam Gemili       | 20"61       | Felix Svensson     | 20"75       | Silvan Wicki    | 20"75       |
| 400 m            | Karsten Warholm   | 45"05       | Luka Janežic       | 45"85       | Jochem Dobber   | 46"23       |
| 800 m            | Donavan Brazier   | 1'43"76     | Marco Arop         | 1'44"67     | Andreas Kramer  | 1'45"04     |
| 1500 m           | Timothy Cheruiyot | 3'30"25     | Jakob Ingebrigtsen | 3'30"74     | Stewart McSweyn | 3'31"48     |
| 400 m ostacoli   | Karsten Warholm   | 46"87       | Wilfried Happio    | 49"14       | Ludvy Vaillant  | 49"18       |
| Salto con l'asta | Armand Duplantis  | 6.01 m      | Ben Broeders       | 5.73 m      | Sam Kendricks   | 5.53 m      |
| Salto in lungo   | Ruswahl Samaai    | 8.01 m      | Thobias Montler    | 8.06 m      | Kristian Pulli  | 8.02 m      |
| Lancio del disco | Daniel Ståhl      | 69.17 m     | Simon Pettersson   | 67.72 m     | Andrius Gudžius | 66.80 m     |

     Prestazione che stabilisce il nuovo record del meeting.

### Donne
| Specialità       |                       | Prestazione | 2º classificato       | Prestazione | 3º classificato         | Prestazione |
| 100 m            | Ajla Del Ponte        | 11"61       | Marije Van Hunenstijn | 11"75       | Marie-Josée Ta Lou      | 11"75       |
| 400 m            | Wadeline Jonathas     | 51"94       | Laviai Nielsen        | 52"16       | Lieke Klaver            | 52"35       |
| 800 m            | Jemma Reekie          | 1'59"68     | Raevyn Rogers         | 2'01"02     | Hedda Hynne             | 2'01"44     |
| 1500 m           | Laura Muir            | 3'57"86     | Laura Weightman       | 4'01"62     | Melissa Courtney-Bryant | 4'01"81     |
| 100 m ostacoli   | Luminosa Bogliolo     | 12"88       | Lotta Harala          | 13"07       | Mette Graversgaard      | 13"13       |
| 400 m ostacoli   | Femke Bol             | 54"68       | Anna Ryzhykova        | 55"19       | Amalie Iuel             | 55"92       |
| Salto in alto    | Yaroslava Mahuchikh   | 2.00 m      | Yuliya Levchenko      | 1.98 m      | Nicola McDermott        | 1.93 m      |
| Salto con l'asta | Holly Bradshaw        | 4.69 m      | Angelica Bengtsson    | 4.62 m      | Michaela Meijer         | 4.52 m      |
| Salto in lungo   | Maryna Bekh-Romanchuk | 6.85 m      | Caterine Ibargüen     | 6.61 m      | Khaddi Sagnia           | 6.83 m      |